# PSM3
A PSM3 (a PlayStation 3 Magazine rövidítése) egy a Sony játékkonzoljaival és kézikonzoljaival foglalkozó magazin. A PSM3-at a Future Publishing adja ki.
Az újságot 2000 augusztusában alapították PSM2 néven és hamar a legnépszerűbb nem hivatalos PlayStation magazinná vált a piacon. Azóta átnevezték PSM3-ra, ezzel jelezvén, hogy inkább a PlayStation 3-ra fókuszálnak, de még a PlayStation Portable és a PlayStation 2 játékaival is foglalkoznak.

## Szerkesztők
| Név               | Állás                      | Szakterülete  |
| ----------------- | -------------------------- | ------------- |
| Daniel Dawkins    | Szerkesztő                 | Kalandjátékok |
| Andy Hartup       | Társszerkesztő             | RPG-k         |
| Owen Hill         | Termelési szerkesztő       | FPS-ek        |
| Milford Coppock   | Művészeti vezető           | Retro         |
| Richard Broughton | Helyettes művészeti vezető | Akciójátékok  |
| Andrew Kelly      | Szerkesztő                 | RPG-k         |
| Kim Richards      | Szerkesztő                 | RPG-k         |

A PSM3-ban rendszeresen írnak szabadúszók, köztük olyanok is akik az  Edge-ben, a PC Gamer-ben és az New Musical Express-ben is írtak.

## DVD
A PSM3 DVD lemeze népszerű az olvasók körében a rajta található tesztek miatt. Minden hónapban az újság írói felvesznek egy kommentárt (ami a rendezői kommentárokhoz vagy a podcastokhoz hasonló) egy népszerű videójáték képsoraira.
2007-ben a PSM3-at dupla oldalú lemezekkel mellékelték. Az egyik oldal a sima DVD tartalmát, míg a másik nagy felbontású előzeteseket, képeket és mentéseket tartalmazott.

## Blog
A PSM3 2006 közepe óta működteti a blogját. Eredetileg függetlenül futott, ám 2007 elején a CVG hálózat része lett a többi Future játékokkal foglalkozó magazinnal; köztük az Xbox World-el.

### The PlayStation 3 video
2006-ban a PSM3 csapata a blogjukon keresztül feltöltöttek videókat a YouTube-ra a PlayStation 3-ról. A Sony gyorsan eltávolíttatta a videót, de azóta több száz másik felhasználó újra feltöltötte. A blog PS3 japán megjelenésekor is igen népszerű volt; mivel az egyik szabadúszó írójuk; Joel Snape Akihabarában sorban állt az Asobits üzlet előtt és élőben blogolt a laptopja segítségével. Ő volt a második a sorban és ő volt a világon a második ember aki hivatalosan PS3-at vásárolt.

## Podcastok
2007. június 21-én a PSM3 bejelentette, hogy készíteni fognak egy podcastot és javaslatokat kértek, hogy mi legyen annak témája. A podcast első epizódját dicsérték az olvasók és ennek következtében elkészítették a második epizódot, ami 2007. július 31-én jelent meg. Mindkettő több mint egy óra hosszú volt. Azóta a podcastnak több része is megjelent.

## Külső hivatkozások
- A PSM3 hivatalos blogja (angolul)
- A PSM3 a MySpace-en (angolul)
- A Future Publishing weboldala (angolul)